# كيلي أندرسون
كيلي أندرسون (بالإنجليزية: Kelly Anderson) مواليد 20 أبريل 1985 في جنوب أفريقيا، هي لاعبة كرة مضرب جنوب أفريقية سابقة بدأت مسيرتها كمحترفة سنة 2004، اعتزلت اللعب في 2010. أعلى تصنيف لها في الفردي كان المركز الـ 625 في سنة 2008. أعلى تصنيف لها في الزوجي كان المركز الـ 135 في سنة 2008.

## روابط خارجية
- كيلي أندرسون على موقع رابطة محترفات التنس (الإنجليزية)
- كيلي أندرسون على موقع الاتحاد الدولي لكرة المضرب (الإنجليزية)
- كيلي أندرسون على موقع خلاصة التنس.كوم (الإنجليزية)